# Władcy Wielkiego Księstwa Litewskiego

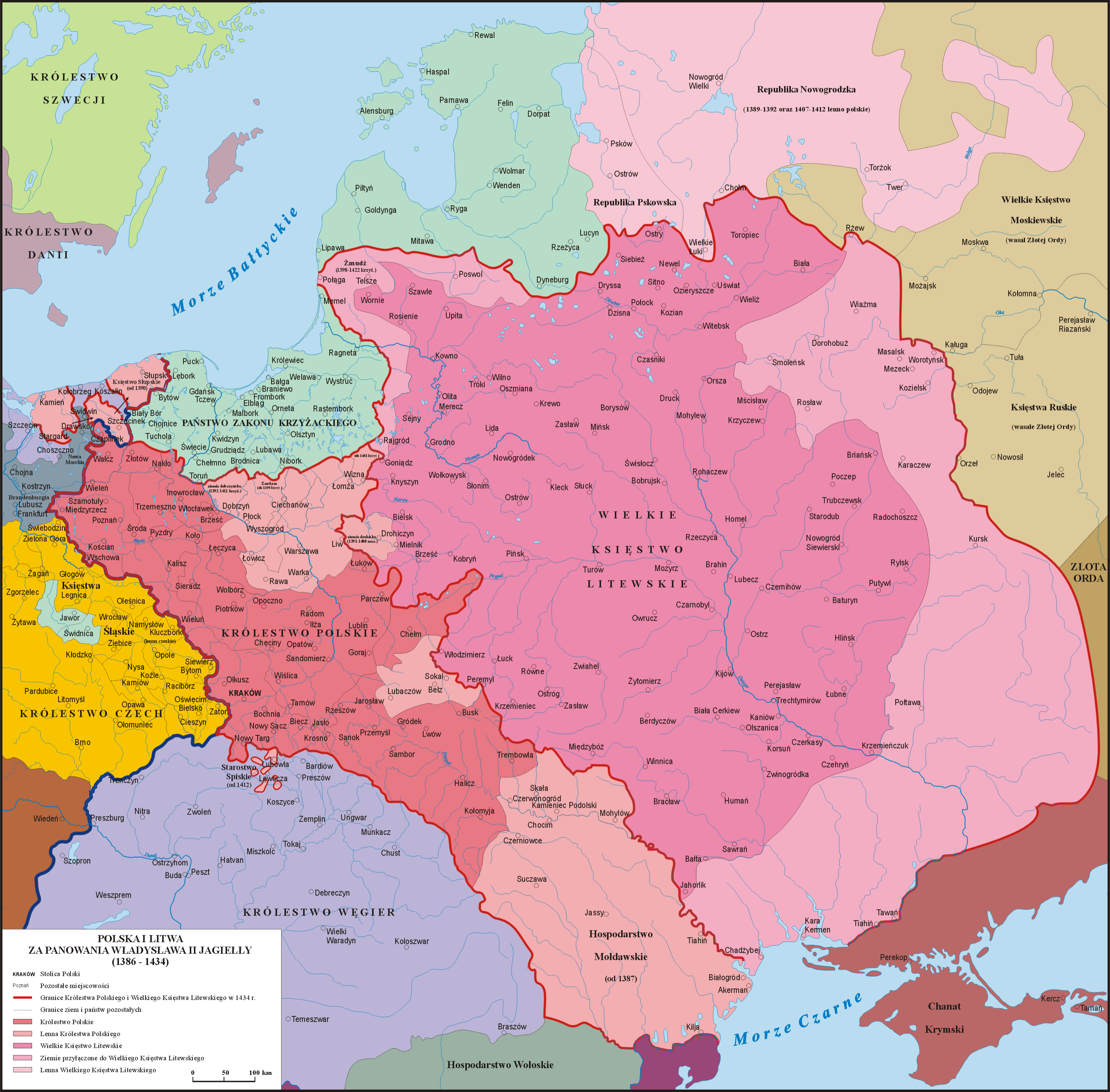
Mapa I Rzeczypospolitej (1386–1434)

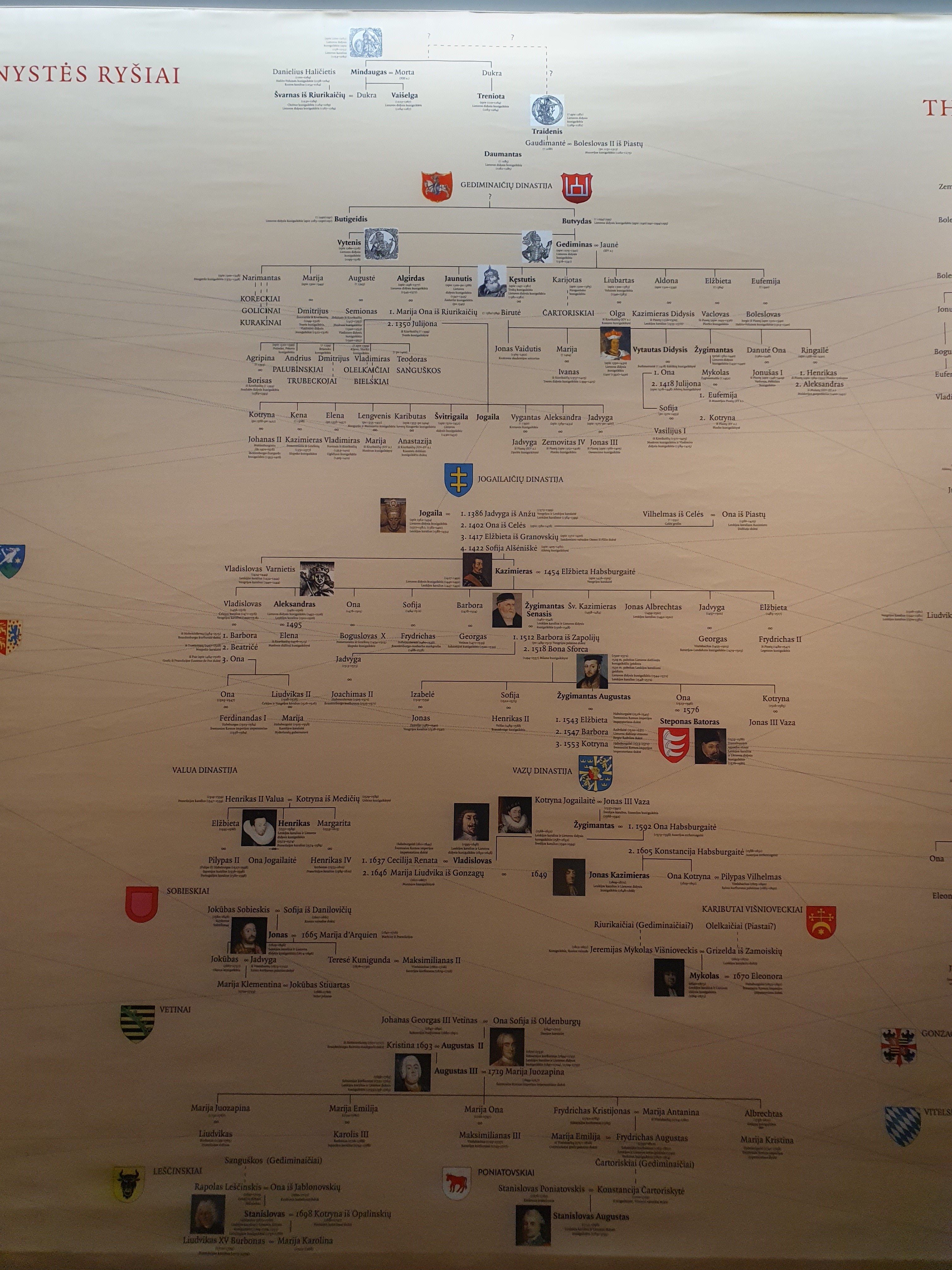
Drzewa genealogiczne monarchów litewskich wystawione w Pałacu Wielkich Książąt Litewskich w Wilnie

Lista władców Wielkiego Księstwa Litewskiego (oraz Królestwa Litwy) obejmuje imiona i lata panowania potwierdzonych przez źródła pisane monarchów litewskich. Osobny rozdział zawiera wykaz legendarnych książąt litewskich, których imiona zostały odnotowane przez XVI-wiecznych kronikarzy litewskich, a których historyczność nie została potwierdzona naukowo.
Ostatnim dziedzicznym wielkim księciem litewskim był Zygmunt II August (1520–1572) wyniesiony na tron Wielkiego Księstwa Litewskiego w 1529. Od zawarcia unii lubelskiej (1569) każdy nowo koronowany król Polski zostawał władcą Litwy z urzędu i nigdy nie był podnoszony na Wielkie Księstwo Litewskie.

## Kształtowanie państwowości
Rozwój państwowości litewskiej przybrał na sile na przełomie XII i XIII wieku. Sprzyjała temu korzystna sytuacja na arenie międzynarodowej. Na Rusi pogłębiało się rozbicie dzielnicowe. Od strony zachodniej nie było zagrożenia, tereny pomiędzy Litwą a Polską zajęte były przez plemiona jaćwieskie. Od końca XII wieku na ziemiach północnych rozpoczęła się ekspansja niemiecka, jednak jak na razie nie przybierała ona na sile. W tych warunkach Litwa mogła prowadzić na większą skalę ekspansję militarną i działalność dyplomatyczną. W pierwszej połowie XIII wieku zostało zorganizowanych około 40 wypraw łupieskich we wszystkich kierunkach, w których brały udział wojska, zwołane z całego obszaru ówczesnej Litwy.
Poszczególnymi szczepami dowodzili możni, nazywani wieszpacami, lub także kunigasami. Kunigasi zawierali ze sobą umowy mające na celu opracowanie jednego stanowiska w kwestiach polityki zewnętrznej. Następstwem tego zjawiska było stopniowe przekształcenie się organizacji plemiennej w związek plemienny. Związkiem plemiennym przewodziło pięciu tzw. książąt starszych, wymienianych w latopisie halickim pod rokiem 1219 w następującej kolejności: Żywinbud, Dowiat, Dowsprunk, Mendog, Wilikaił. Za książętami starszymi zostało wymienionych szesnastu tzw. książąt młodszych, tj. zależnych: dwóch żmudzkich, siedmiu Ruszkowiczów, trzech Bulewiczów, czterech z Dziawołtwy.
Potężniejsi książęta starali się rozszerzyć swoje terytoria kosztem słabszych. Na przełomie XII i XIII wieku na plan pierwszy wybił się ród Ryngolda, a jego synowie, Dowsprunk i Mendog, drogą zawierania układów i małżeństw politycznych, uchodzili za najpotężniejszych kunigasów litewskich. W 1238 roku Dowsprunk prawdopodobnie już nie żył. Zwierzchnim kunigasem był Mendog. Jego bratankowie, następcy Dowsprunka, uznali zwierzchnictwo stryja. Szwagier Mendoga, Wikint żmudzki, choć miał sposobność – po rozbiciu w 1236 roku Krzyżaków pod Szawlami – utworzyć własne niezależne państwo, nie skorzystał z tej okazji i podporządkował się Mendogowi. W 1238 roku władzę Mendoga nad sobą uznali nalszczańscy Ruszkowicze. W 1246 roku Mendog uzależnił od siebie Bulewiczów, władających prawdopodobnie w Auksztocie.
W następnych latach Mendog, aby umocnić swoje panowanie, wygnał z Litwy Dowsprunkowiczów i Wikinta, którzy w odwecie sprzymierzyli się z Danielem halickim. Przy pomocy Krzyżaków koalicja ta została rozbita w 1251 roku, a Mendog dwa lata później koronował się na króla Litwy.

## Władcy legendarni
| Portret | Imię     | Okres panowania | Informacje dodatkowe                                                                       |
| ------- | -------- | --------------- | ------------------------------------------------------------------------------------------ |
|         | Kiernus  | XI wiek         | Wspomniani w Kronice Bychowca.                                                             |
|         | Kukowoyt | XI wiek         | Wspomniani w Kronice Bychowca.                                                             |
|         | Steksys  | ?               | Wspomniani w Kronice Bychowca.                                                             |
|         | Ryngold  | ?               | Domniemany ojciec Mendoga i Dowsprunka, wymyślony przez kronikarzy litewskich w XVI wieku. |

## Dowsprunkowicze
| Portret | Imię      | Okres panowania | Informacje dodatkowe    |
| ------- | --------- | --------------- | ----------------------- |
|         | Dowsprunk | 1214 – ?        | Wielki książę litewski. |

## Mendogowie (1236–1267)
| Portret | Imię     | Okres panowania | Informacje dodatkowe                                   |
| ------- | -------- | --------------- | ------------------------------------------------------ |
|         | Mendog   | 1236 – 1251     | Wielki książę litewski.                                |
|         | Mendog   | 1251 – 1263     | Król Litwy.                                            |
|         | Treniota | 1263 – 1264     | Wielki książę litewski, książę Żmudzi.                 |
|         | Wojsiełk | 1264 – 1267     | Wielki książę litewski, książę nowogrodzki. Abdykował. |

## Monomachowiczowie (1267–1269)
| Portret | Imię    | Okres panowania | Informacje dodatkowe                                     |
| ------- | ------- | --------------- | -------------------------------------------------------- |
|         | Szwarno | 1267 – 1269     | Wielki książę litewski, książę chełmski, książę halicki. |

## Mendogowie (1269–1282)
| Portret | Imię    | Okres panowania | Informacje dodatkowe    |
| ------- | ------- | --------------- | ----------------------- |
|         | Trojden | 1269 – 1282     | Wielki książę litewski. |
|         | Dowmunt | 1282 – 1285     | Wielki książę litewski. |

## Krewni Giedyminowiczów (1282–1316)
| Portret | Imię     | Okres panowania | Informacje dodatkowe    |
| ------- | -------- | --------------- | ----------------------- |
|         | Butygejd | 1285 – 1291     | Wielki książę litewski. |
|         | Butywid  | 1291 – 1295     | Wielki książę litewski. |
|         | Witenes  | 1295 – 1316     | Wielki książę litewski. |

## Giedyminowicze i Jagiellonowie (1316–1572)
| Portret | Herb | Imię                       | Okres panowania | Informacje dodatkowe                                            |
| ------- | ---- | -------------------------- | --------------- | --------------------------------------------------------------- |
|         |      | Giedymin                   | 1316 – 1341     | Wielki książę litewski.                                         |
|         |      | Jawnuta Giedyminowicz      | 1341 – 1344     | Wielki książę litewski.                                         |
|         |      | Olgierd Giedyminowicz      | 1345 – 1377     | Wielki książę litewski.                                         |
|         |      | Władysław II Jagiełło      | 1377 – 1381     | Wielki książę litewski, najwyższy książę litewski, Król Polski. |
|         |      | Kiejstut Giedyminowicz     | 1381 – 1382     | Wielki książę litewski.                                         |
|         |      | Władysław II Jagiełło      | 1382 – 1401     | Wielki książę litewski, najwyższy książę litewski, Król Polski. |
|         |      | Witold Kiejstutowicz       | 1401 – 1430     | Wielki książę litewski.                                         |
|         |      | Bolesław Świdrygiełło      | 1430 – 1432     | Wielki książę litewski.                                         |
|         |      | Zygmunt Kiejstutowicz      | 1432 – 1440     | Wielki książę litewski.                                         |
|         |      | Władysław III Warneńczyk   | 1434 – 1444     | Najwyższy książę litewski, król Polski, król Węgier.            |
|         |      | Kazimierz IV Jagiellończyk | 1440 – 1492     | Wielki książę litewski, król Polski.                            |
|         |      | Aleksander I Jagiellończyk | 1492 – 1506     | Wielki książę litewski, król Polski.                            |
|         |      | Zygmunt I Stary            | 1506 – 1548     | Wielki książę litewski, król Polski.                            |
|         |      | Zygmunt II August          | 1548 – 1572     | Wielki książę litewski, król Polski.                            |

## Władcy elekcyjni (1573–1795)
| Portret                                                   | Herb | Imię                    | Okres panowania | Informacje dodatkowe |
| --------------------------------------------------------- | ---- | ----------------------- | --------------- | -------------------- |
|                                                           |      | Henryk III Walezy       | 1573 – 1575     | Walezjusze           |
| Król Polski, król Francji.                                |      | Henryk III Walezy       | 1573 – 1575     |                      |
|                                                           |      | Anna Jagiellonka        | 1575 – 1586     | Jagiellonowie        |
| Królowa Polski. Współrządziła z mężem (Stefanem Batorym). |      | Anna Jagiellonka        | 1575 – 1586     |                      |
|                                                           |      | Stefan I Batory         | 1576 – 1586     | Batorowie            |
| Król Polski, Książę Siedmiogrodu.                         |      | Stefan I Batory         | 1576 – 1586     |                      |
|                                                           |      | Zygmunt III Waza        | 1587 – 1632     | Wazowie              |
| Król Polski, król Szwecji.                                |      | Zygmunt III Waza        | 1587 – 1632     |                      |
|                                                           |      | Władysław IV Waza       | 1632 – 1648     | Wazowie              |
| Król Polski, król Szwecji, car Rosji.                     |      | Władysław IV Waza       | 1632 – 1648     |                      |
|                                                           |      | Jan II Kazimierz Waza   | 1648 – 1668     | Wazowie              |
| Król Polski, król Szwecji. Abdykował.                     |      | Jan II Kazimierz Waza   | 1648 – 1668     |                      |
|                                                           |      | Michał I Wiśniowiecki   | 1669 – 1673     | Wiśniowieccy         |
| Król „Piast”                                              |      | Michał I Wiśniowiecki   | 1669 – 1673     |                      |
|                                                           |      | Jan III Sobieski        | 1674 – 1696     | Sobiescy             |
| Król „Piast”                                              |      | Jan III Sobieski        | 1674 – 1696     |                      |
|                                                           |      | August II Sas           | 1697 – 1704     | Wettynowie           |
| Król Polski, książę Saksonii. Abdykował.                  |      | August II Sas           | 1697 – 1704     |                      |
|                                                           |      | Stanisław I Leszczyński | 1704 – 1709     | Leszczyńscy          |
| Król „Piast”. Abdykował.                                  |      | Stanisław I Leszczyński | 1704 – 1709     |                      |
|                                                           |      | August II Sas           | 1709 – 1733     | Wettynowie           |
| Król Polski, książę Saksonii.                             |      | August II Sas           | 1709 – 1733     |                      |
|                                                           |      | Stanisław I Leszczyński | 1733 – 1736     | Leszczyńscy          |
| Król „Piast”. Książę Lotaryngii i Baru. Abdykował.        |      | Stanisław I Leszczyński | 1733 – 1736     |                      |
|                                                           |      | August III Sas          | 1733 – 1763     | Wettynowie           |
| Król Polski, książę Saksonii.                             |      | August III Sas          | 1733 – 1763     |                      |
|                                                           |      | Stanisław II August     | 1764 – 1795     | Poniatowscy          |
| Król „Piast”. Abdykował.                                  |      | Stanisław II August     | 1764 – 1795     |                      |

## Okres zaborów (1795–1918)
W 1795 roku Rzeczpospolita Obojga Narodów zniknęła z mapy politycznej Europy, podzielona między Imperium Rosyjskie, Królestwo Prus i Arcyksięstwo Austriackie. Dwa pierwsze traktaty rozbiorowe, podobnie jak każdy traktat o zmianie granic, zostały zatwierdzone przez polski Sejm; trzeci rozbiór, wobec likwidacji państwa, nie mógł być przez stronę polską zatwierdzony. Żadne z państw zaborczych nie usiłowało się przedstawić jako następca prawny Rzeczypospolitej Obojga Narodów.
Władcy państw zaborczych dodawali do swojej tradycyjnej tytulatury określenia związane z ziemiami znajdującymi się w granicach dawnej Rzeczypospolitej. Carowie Rosji posługiwali się m.in. tytułami wielkiego księcia Litwy, Wołynia i Podola, księcia Żmudzi oraz pana i wielkiego księcia Połocka, Witebska i Mścisławia.

## Urach (1918)
| Portret | Imię      | Okres panowania | Informacje dodatkowe |
| ------- | --------- | --------------- | -------------------- |
|         | Mendog II | 1918            | Król-elekt           |